# Fukang

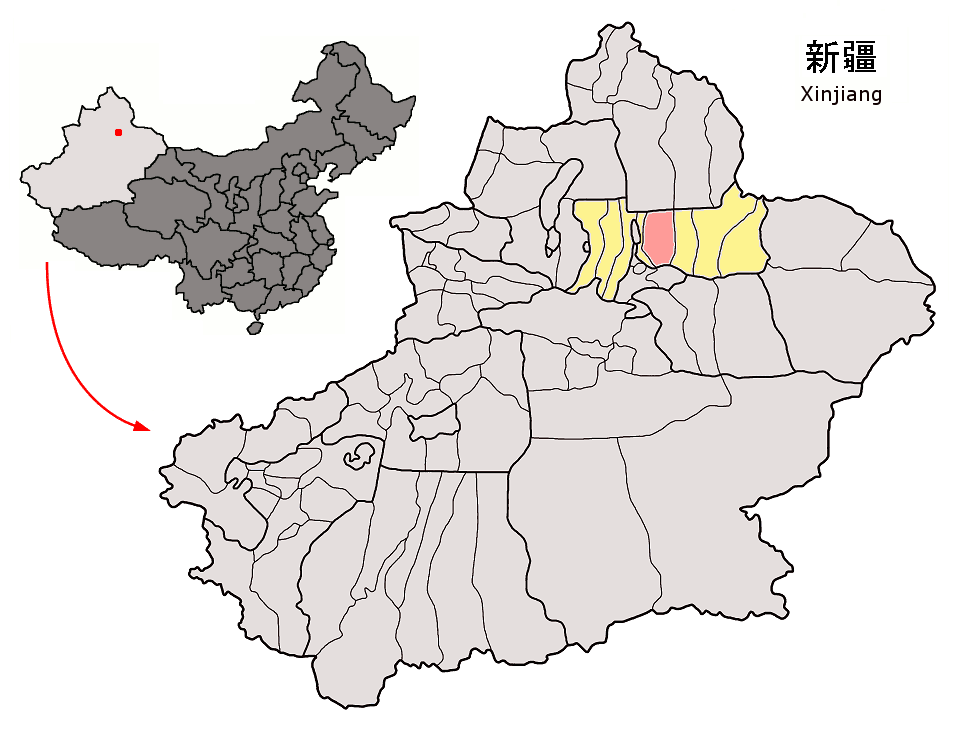
Lage der Stadt Fukang (rosa) im Autonomen Bezirk Changji (gelb)

Die Stadt Fukang (chinesisch 阜康市, Pinyin Fùkāng Shì; uigurisch فۇكاڭ شەھىرى Fukang Xəⱨiri) ist eine kreisfreie Stadt des Autonomen Bezirks Changji der Hui im Uigurischen Autonomen Gebietes Xinjiang in der Volksrepublik China. Sie hat eine Fläche von 8.545 km² und zählt 165.006 Einwohner (Stand: Zensus 2010). Sie ist die Bezirkshauptstadt von Changji.